# 上柘植インターチェンジ
上柘植インターチェンジ（かみつげインターチェンジ）は、三重県伊賀市にある名阪国道のインターチェンジである。滋賀県甲賀市方面への最寄のICのひとつでもある。
名神高速道路八日市ICを起点に、新名神高速道路甲賀土山ICを経由し当ICへ至る地域高規格道路の名神名阪連絡道路が計画されている。

## 道路
- E25 名阪国道（8番）

## 接続する道路
- 三重県道4号草津伊賀線
- 伊賀コリドールロード（広域農道）

## 周辺
- 出光興産 ルート25上柘植インター SS（ガソリンスタンド、24H）

※名阪健康ランド（昇龍温泉）の跡地に開業。
- 伊賀食堂（焼肉店）
- 明照寺
- サンガリア 柘植工場[1]

## 隣
E25 名阪国道
(7) 伊賀IC - 伊賀SA - (8) 上柘植IC - (9) 下柘植IC